# أمين سلامة (لاعب كرة قدم مغربي)
أمين سلامة (مواليد 18 يوليو 2000، باريس)، لاعب كرة قدم مغربي فرنسي، يشغل مركز مهاجم في نادي أنجيه الفرنسي.

## مسيرته

### مع الأندية
ولد أمين سلامة في باريس في فرنسا، لعب في نادي باريس الرياضي ‏ قبل أن الانتقال إلى نادي مونروج لأقل من 10 سنوات، حيث بدأ حياته المهنية كهاوٍ، وظلّ مُمارسا حتى عام 2021.
في يناير 2022، انضم إلى نادي دونكيرك، حيث ظهر سريعًا لأول مرة في الدرجة الثانية الفرنسية ضد نادي باريس.
بعد نصف موسم فقط كمحترف، انضم إلى نادي أنجيه في الدوري الفرنسي.

### مع المنتخب
أمين سلامة هو من أصل مغربي، تم الإعلان عنه باعتباره مرشحا محتملاً للعب ضمن المنتخب الفرنسي تحت 21 سنة، ومع ذلك يبدو أنه يريد اللعب للمنتخب المغربي.

## روابط خارجية
- أمين سلامة على موقع قاعدة بيانات كرة القدم.إي يو (الإنجليزية)
- أمين سلامة على موقع ليكيب (الفرنسية)
- أمين سلامة على موقع Soccerway.com (الإنجليزية)
- أمين سلامة على موقع عالم كرة القدم.نت (الإنجليزية)
- أمين سلامة على موقع كووورة